# Raymond Narac
Raymond Narac (ur. 3 marca 1967 roku w Caudebec-en-Caux) – francuski kierowca wyścigowy.

## Kariera
Narac rozpoczął karierę w międzynarodowych wyścigach samochodowych w 2004 roku od startów w klasie GT Cup French GT Championship, gdzie trzykrotnie stawał na podium. Z dorobkiem 237 punktów uplasował się na piątej pozycji w końcowej klasyfikacji kierowców. W późniejszych latach Francuz pojawiał się także w stawce FIA GT Championship, Francuskiego Pucharu Porsche Carrera, 24-godzinnego wyścigu Le Mans, Le Mans Series, FIA GT3 European Championship, V de V Challenge Endurance Moderne, International GT Open, Formuły Le Mans, FIA GT2 European Cup, 24H Series, Intercontinental Le Mans Cup, European Le Mans Series, FIA World Endurance Championship oraz Championnat de France FFSA GT.